# Spencers Wood
Spencers Wood är en by i Wokingham i Berkshire i England. Orten har 3 314 invånare (2001).